# چینالیو
چینالیو (به ایتالیایی: Cinaglio) یک کومونه در ایتالیا است که در استان آسته واقع شده‌است.

## خصوصیات
چینالیو ۵٫۴ کیلومترمربع مساحت و ۴۷۰ نفر جمعیت دارد.